# プロラクチン
プロラクチン（英語: Prolactin）は、主に脳下垂体前葉のプロラクチン分泌細胞（lactotroph）から分泌されるホルモンである。

## 生理作用

### 生殖に関する作用
- 泌乳関連
  - 乳腺の分化・発達 -- 春機発動期において、乳管の分枝構造を発達させる。また妊娠期には乳腺葉を発達させる。
  - 乳汁合成 -- 特定のアミノ酸の取り込みを促し、カゼインやラクトアルブミンなどのタンパク質合成を促進する。またグルコースの取り込みを促進し、ラクトース合成を促す。
  - 乳汁分泌 -- 搾乳刺激に応じて乳汁を分泌する。
- 妊娠維持
  - 黄体刺激 -- 哺乳類において雄と交配後、黄体の構造と機能を維持させプロゲステロン分泌を維持させる。このプロゲステロンの作用により排卵を抑え、また子宮内膜を肥厚させる。
- 行動 -- 同じく哺乳類において、巣作りや授乳などの母性行動に影響を与える。

### その他の作用
- （女性の場合）母性行動誘導、（だが同時に赤ちゃん以外の存在に対する）敵対的行動の誘発、攻撃性を強める。夫に対しても攻撃的になる。免疫応答、浸透圧調節、血管新生などに関わる。
- （男性の場合）射精オーガズム後、急速に性欲を失う（=俗に言われる賢者タイム）原因となっている。

### 基準値
人間の場合、成人男性は3.6から16.3ng/ml、成人女性は4.1から28.9ng/mlである。

## 分泌調節

### 授乳期
子供が母親の胸に吸い付く吸乳刺激により、視床下部からのドーパミンなどのプロラクチン抑制因子 (PIF:prolactin inhibiting factor) の放出が抑えられ、またTRHなどのプロラクチン放出因子 (PRF:prolactin releasing factor) の放出が促進される。それによりプロラクチンの分泌が促進される。搾乳刺激後1 - 3分で血漿中の濃度があがり始め、10分でピークに達する。

### 発情期
ラットにおいてプロラクチンの血漿中濃度は、発情前期の夜から発情期の朝にかけて最も高くなる。発情前期にエストラジオールのシグナルが視床下部に伝わり下垂体でのプロラクチン分泌が促される。

### 妊娠期
交配刺激がおこるとその刺激が脳の視床下部に伝わり、ドーパミンの放出を抑える。それによりプロラクチン分泌が促進される。プロラクチン血漿濃度は分娩時に最も高くなる。

### その他
サーカディアンリズムに影響され、一日のうち睡眠中に血漿中濃度が最も高くなる。
その他、聴覚・嗅覚からの刺激、ストレスの影響により分泌が促される。

## 受容体
プロラクチン受容体は、普段は単量体で存在しJak2というチロシンキナーゼと結合している。受容体がプロラクチンと結合すると二量体化し、ホモダイマーを形成する。すると受容体のJak2同士がお互いをリン酸化し、さらに受容体自身のチロシン残基をリン酸化する。Jak2や受容体のリン酸基は、Statというタンパク質に転移し活性化させる。Jak2からリン酸基を受け取ったStatと受容体からリン酸基を受け取ったStatが二量体を形成し、細胞核内へ移行して特定の遺伝子発現を促進する。プロラクチン分泌が過剰になり、排卵抑制や乳汁分泌などの症状が現れる。これらは無月経や不妊症の原因として重要である。

## 高プロラクチン血症
プロラクチンの分泌は、視床下部からのPIFの分泌によって抑制されている。即ち視床下部の障害によって脱抑制され、高プロラクチン血症に至る。PIF分泌に最も関与するのがドパミンと考えられている。またTRHはTSHだけではなく、PRLの分泌を促進する作用があるということを念頭に置くと理解しやすい。主な原因を列記する。
PRL産出下垂体腺腫（プロラクチノーマ）
腺腫の存在により、PRLの自律性分泌によるPRL過剰である。以前は「フォーブスオールブライト症候群」といわれていた。ミクロアデノーマ、マクロアデノーマの両方が存在する。マクロアデノーマで視野障害や下垂体卒中がある場合は、ハーディ手術を行うこともある。
視床下部・下垂体障害
視床下部の機能的障害や、視床下部に及ぶ腫瘍・炎症・肉芽腫によって、ドパミンの産出・輸送が障害されると、PIF脱抑制によってPRLの分泌が亢進される。特発性の場合は、ドパミン作動薬であるブロモクリプチンの投与で改善することが多い。
薬剤性の性機能障害
向精神薬でドパミン遮断薬のクロルプロマジンやメトクロプラミドやリスペリドンなどが存在すると、副作用でPIF脱抑制が生じ、PRL分泌が亢進される。
甲状腺機能低下症
甲状腺ホルモンの低下によって、視床下部からのTRHの分泌が亢進し、その結果PRL分泌も亢進される。甲状腺機能亢進症は、妊娠・周産期に問題となり、低下すると無月経となるため、生殖においては非常に問題である。

## 低プロラクチン血症
薬剤性ドパミン部分作動薬アリピプラゾールを使用した者の44%が低プロラクチン血症と診断された報告がある。アメリカ食品医薬品局 (FDA) は、強迫的な性的行動に警告している。異常性欲（異常に頻繁なマスターベーション）や性的倒錯（性的本能）の発症例が報告されている。
乳腺・下垂体障害
アリピプラゾールの臨床用量相当での動物試験において下垂体腫瘍や乳腺腫瘍の発生頻度が上昇した報告があるものの、これらは高プロラクチン血症との関連が知られており、ヒトではプロラクチン濃度の上昇と腫瘍形成との関連が明確ではなく、アリピプラゾールの使用は血清中プロラクチン濃度を上昇させないことから、ヒトでの下垂体および乳腺の腫瘍誘発性を示すものではないと報告されている。